# Akiko Solon
Pour les articles homonymes, voir Solon (homonymie).
Akiko Solon, née le 3 janvier 1994 à Lapu-Lapu (province de Cebu), aux Philippines, est une chanteuse et actrice philippine.

## Filmographie partielle

### Au cinéma
- 2013 : Our Fate Decides (Palad ta ang nagbuot)
- 2013 : Bangungot
- 2014 : Once a Princess : Jackie

### À la télévision
- 2011-2012 : Maalaala mo kaya : Donna (série TV, 3 épisodes)
- 2012 : e-boy : Ella (série TV, 53 épisodes)
- 2013 : My Little Juan